# 市立横手病院
市立横手病院（しりつよこてびょういん）は、秋田県横手市根岸町にある、横手市が設置した公立の医療機関である。
横手市中心部の横手城址近くにある公立の病院である。横手市には災害拠点病院に指定されている秋田県厚生農業協同組合連合会が設置する平鹿総合病院があるが、市立横手病院は町村制施行当時から存在し、地域の医療を担っている。横手興生病院と隣接している。

## 沿革
- 1881年（明治14年） - 私立横手病院が平鹿郡横手町（1951年市制施行）に開院。
- 1884年（明治17年） - 公立平鹿病院に改称する。
- 1889年（明治22年）
  - 7月31日 - 廃院。横手町が一切を譲り受ける。
  - 12月15日 - 公立横手病院として開院する。この日を病院の開設日とする。
- 1902年（明治35年）1月30日 - 横手町大町下丁36番地に新築移転する。
- 1960年（昭和35年）
  - 7月31日 - 横手市根岸町5番31号（現在地）における病院移転改築工事が竣工
  - 9月6日 - 指令秋収医第2140号により使用許可が出る。この日を開設日とする[1]。
- 1961年（昭和36年）2月1日 - 地方公営企業法全部適用を実施。
- 1964年（昭和39年）6月30日 - 救急指定病院となる[1]。
- 2003年10月30日 - 臨床研修指定病院指定[1]。
- 2005年（平成17年）
  - 5月30日 - 日本医療機能評価機構 病院機能評価 Ver4.0認定。
  - 10月1日 - 市町村合併により新横手市となり、同時に当病院名を市立横手病院に改称する。
- 2009年（平成21年）4月1日 - DPC対象病院認定。
- 2010年（平成22年）
  - 5月6日 - 西側駐車場に建設された新館がオープン[2]。
  - 8月6日 - 日本医療機能評価機構 Ver6.0認定。

## 保険指定施設
- 保険医療機関
- 労災保険指定医療機関
- 指定自立支援医療機関
- 身体障害者福祉法指定医の配置されている医療機関
- 臨床研修指定病院[1]
- 精神保健および精神障害者福祉に関する法律に基づく指定病院または応急入院指定病院
- 特定疾患治療研究事業委託医療機関
- 指定養育医療機関
- DPC対象病院
- 原子爆弾被害者一般疾病医療取扱医療機関
- 特定感染症指定医療機関
- 小児慢性特定疾患治療研究事業委託医療機関
- 第二種感染症指定医療機関
- 母体保護法指定医の配置されている医療機関
- 救急告示病院[1]

## 診療科等
- 内科
  - 頭痛・脳神経内科
  - 血液内科
  - 神経内科
- 消化器内科
- アレルギー科
- 呼吸器内科
- 循環器内科
- 心療内科
- 外科
- 整形外科
- 小児科
- 産婦人科
- 泌尿器科
- 眼科
- リハビリテーション科
- 放射線科
- 麻酔科

## 認定専門医人数
専門医の人数はあきた医療情報ネットワークが公開している数値による。
- 公益社団法人日本整形外科学会 : 整形外科専門医 2人
- 公益社団法人日本麻酔科学会 麻酔科専門医 : 1人
- 公益社団法人日本医学放射線学会 放射線科専門医 : 1人
- 一般社団法人日本消化器内視鏡学会 消化器内視鏡専門医 1人
- 公益社団法人日本産科婦人科学会 産婦人科専門医 2人
- 一般社団法人日本泌尿器科学会 泌尿器科専門医 1人
- 一般社団法人日本外科学会 外科専門医 3人
- 一般社団法人日本肝臓学会 肝臓専門医 1人
- 一般社団法人日本核医学会 核医学専門医 1.4人
- 一般社団法人日本大腸肛門病学会 大腸肛門病専門医 1人
- 一般社団法人日本ペインクリニック学会 ペインクリニック専門医 1人
- 一般財団法人日本消化器病学会 消化器病専門医 5.3人
- 公益社団法人日本小児科学会 小児科専門医 1人
- 一般社団法人日本消化器外科学会 消化器外科専門医 3人
- 一般社団法人日本超音波医学会 超音波専門医 0.3人
- 一般社団法人日本脳神経外科学会 脳神経外科専門医 1人
- 公益社団法人日本リハビリテーション医学会 リハビリテーション科専門医 1人

## 交通アクセス
鉄道
東日本旅客鉄道（JR東日本） 奥羽本線・北上線 横手駅から徒歩で20分。
バス
羽後交通 横手病院前バス停から徒歩で1分。
朝日が丘・上台線 : （朝日が丘四丁目） - 横手バスターミナル - 横手病院前 - 横手高校 - 上台
横手市循環バス : 南小学校前 - 横手病院前 - 横手郵便局入り口
自動車
一般車両は第1・第2・第3・第4駐車場が無料で利用できる。
E46 秋田自動車道 / E13 東北中央自動車道 横手ICから10分。
E46 秋田自動車道 横手北SICから11分。

## 関連事項
- 救急指定病院
- 救急医療
- 災害医療
- 応急手当

横手市の救急指定病院
- 市立大森病院
- 平鹿総合病院